# Propper-ház
A Propper-ház (Propper-féle ház) szecessziós épület Kiskunfélegyházán a Kossuth utca 8. szám alatt található.
Barta József és Kovács József tervezte, tervüket Dóczy Pál városi főmérnök felülvizsgálva kiadta az engedélyt az építkezésre. Az építési engedély 1909. április 22-én kelt, a lakhatási engedélyt novemberben adták ki, az utolsó munkálatok is befejeződtek az év végére. Az építtető dr. Propper Miksa orvos volt. Az alsó szinten üzlethelyiségek működtek, hátul és az emeleten volt a lakás, az emeleten az ügyvédi iroda. Jelenleg üzlet, patika és étterem működik benne.
Az épületet átépítették, eredeti timpanonos homlokzata helyett ma sokszögű főoromzat látható. Lendületes vonalvezetésű vakolatdíszei eredeti formájukban láthatók.